# NGC 2607
NGC 2607 é uma galáxia espiral (Sc) localizada na direcção da constelação de Cancer. Possui uma declinação de +26° 58' 23" e uma ascensão recta de 8 horas, 33 minutos e 56,6 segundos.
A galáxia NGC 2607 foi descoberta em 24 de Dezembro de 1827 por John Herschel.